# دالة الإضاءة (علم الفلك)
دالة الإضاءة (بالإنجليزية: Luminosity function)‏ في علم الفلك هي دالة تصف إضاءة أحد المجرات بحسب كثافة النجوم فيها وأنواع النجوم وأعمارها وما يتخللهم من غازات. تسمى تلك الدالة أيضاً «دالة شيشتر للإضاءة» وهي تعطي عدد النجوم في حيز معين للإضاءة وتستخدم دوال الإضاءى لدراسة خواص مجموعات كبيرة من الأجرام السماوية، مثل النجوم في تجمع نجمي أو في مجرات المجموعة المحلية.
قد تفهم دالة الإضاءة بأنها دالة محددة تنطبق على جميع المجرات والمجموعات النجمية لكنها ليست كذلك؛ فهي تقدم «توزيعاً» لإضاءة النجوم في مجموعة نجمية معينة سواء كانت مجرة أو تجمع نجمي. فإذا قمنا بقياس إضاءة تجمع نجمي مثلاً فإن دالة الإضاءة تعطينا عدد النجوم في أجزائها (أي كثافة النجوم لكل حيز من الإضاءة).

## دالة شيشتر للإضاءة

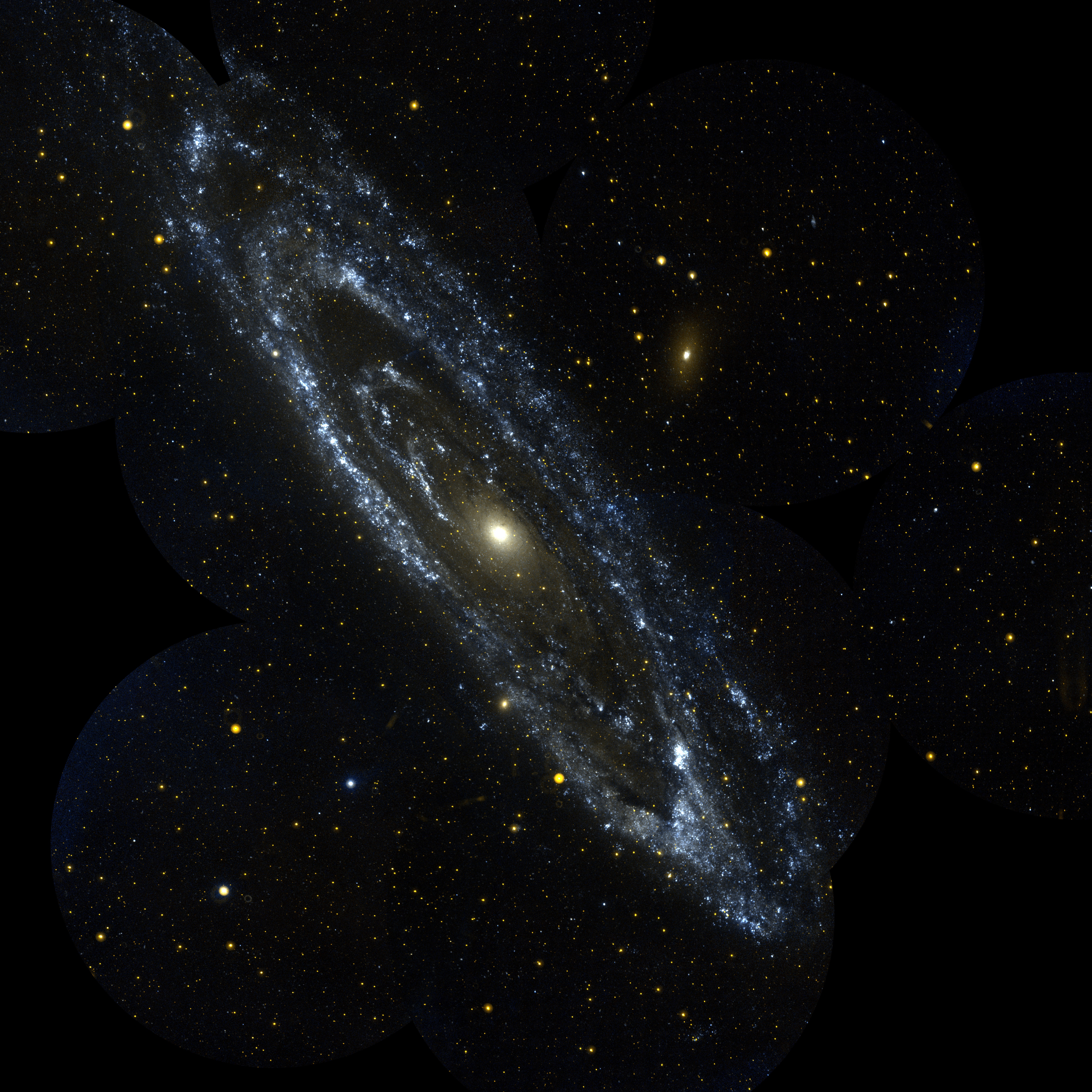
مجرة المرأة المسلسلة وهي تبعد عن المجموعة الشمسية 5و2 مليون سنة ضوئية وقطرها 150 ألف سنة ضوئية؛ وهي تنتمي مع مجرتنا إلى المجموعة المحلية التي تتكون من نحو 30 مجرة.

تعطي دالة شيشتر للإضاءة وصفا لتوزيع كثافة النجوم في مجرة. والصيغة الرياضية للدالة هي:
{\displaystyle n(x)\ \mathrm {d} x=\phi ^{*}x^{a}\mathrm {e} ^{-x}\mathrm {d} x,}
حيث:
{\displaystyle x=L/L^{*}}، و{\displaystyle L^{*}} هي إضاءة خاصة، يحددها نهاية التغير الأسي للإضاءة.
والمتغير {\displaystyle \,\!\phi ^{*}} يوصف بأرقام تعطي كثافة النجوم.
وتختلف دوال إضاءة المجرات بحسب تغير كثافة النجوم وأنواعها وأعمارها وما يحيطها من غازات وغبار؛ فالدالة ليست دالة تنطبق على جميع المجرات، أي أنها ليست دالة مطلقة.
واسفرت نتائج قياس مجموعة من المجرات عن القيمتين التاليتين:
{\displaystyle a=-1.25,\ \phi ^{*}=1.2\times 10^{-3}h^{3}\mathrm {Mpc} ^{-3}}.
حيث:
Mpc معناها مليون فرسخ فلكي؛ M هنا معناها مليون،
h هي ثابت بلانك.
ومن الأفضل كتابة دالة شيشتر في صيغة دالة للقدر الظاهري بدلا من كتابتها في صيغة الإضاءة. في تلك الحالة يصبح معادلة شيشتر كالآتي:
{\displaystyle n(M)\ \mathrm {d} M=0.4\ \ln 10\ \phi ^{*}[10^{-0.4(M-M^{*})}]^{\alpha +1}\exp[-10^{-0.4(M-M^{*})}]\ \mathrm {d} M.}
حيث: M هنا اختصار لكلمة Magnetude التي هي القدر الظاهري.
ونظرا لأن مقياس القدر الظاهري لوغاريتمي فيكون الميل أسيا أيضا طبقا لقانون الدالة الأسية؛ ويكون مقدار الميل
{\displaystyle \alpha +1}.
ولهذا توصف دالة شيشتر عندما تكون
{\displaystyle \alpha =-1} بأنها «مستوية».

## اقرأ أيضا
- تجمع نجمي
- صندوق الجواهر (عنقود نجمي)
- مجرة
- المجموعة المحلية
- مجموعات وعناقيد المجرات
- عناقيد مجرية هائلة
- عنقود مغلق
- مايال 2
- أوميجا قنطورس